# Diócesis de Rutana
La diócesis de Rutana (en latín: Dioecesis Rutana y en francés: Diocèse de Rutana) es una circunscripción eclesiástica de la Iglesia católica en Burundi. Se trata de una diócesis latina, sufragánea de la arquidiócesis de Guitega. Desde el 19 de febrero de 2022 es sede vacante y su administrador apostólico es el obispo es Bonaventure Nahimana.

## Territorio y organización
La diócesis tiene 2180 km² y extiende su jurisdicción sobre los fieles católicos de rito latino residentes en el territorio perteneciente a la provincia de Rutana antes de los cambios territoriales que tuvieron lugar en 2015.
La sede de la diócesis se encuentra en la ciudad de Rutana, en donde se halla la Catedral de San José. 
En 2020 en la diócesis existían 15 parroquias.

## Historia
La diócesis fue erigida el 17 de enero de 2009 con la bula Ad aptius provehendam del papa Benedicto XVI, obteniendo el territorio de las diócesis de Bururi y Ruyigi.

## Estadísticas
Según el Anuario Pontificio 2021 la diócesis tenía a fines de 2020 un total de 264 974 fieles bautizados.
| Año                                                                             | Población            | Población | Población      | Sacerdotes | Sacerdotes    | Sacerdotes    | Bautizados por sacerdote | Diáconos permanentes | Religiosos | Religiosos | Parroquias |
| Año                                                                             | Bautizados católicos | Total     | % de católicos | Total      | Clero secular | Clero regular | Bautizados por sacerdote | Diáconos permanentes | Varones    | Mujeres    | Parroquias |
| ------------------------------------------------------------------------------- | -------------------- | --------- | -------------- | ---------- | ------------- | ------------- | ------------------------ | -------------------- | ---------- | ---------- | ---------- |
| 2009                                                                            | 168 160              | 378 387   | 44.4           | 23         | 20            | 3             | 7311                     |                      |            | 30         | 11         |
| 2010                                                                            | 168 160              | 378 387   | 44.4           | 25         | 21            | 4             | 6726                     |                      | 5          | 30         | 11         |
| 2014                                                                            | 205 767              | 595 857   | 34.5           | 30         | 24            | 6             | 6858                     |                      | 9          | 51         | 12         |
| 2017                                                                            | 286 365              | 637 378   | 44.9           | 36         | 27            | 9             | 7954                     |                      | 11         | 54         | 12         |
| 2020                                                                            | 264 974              | 710 208   | 37.3           | 82         | 72            | 10            | 3231                     |                      | 12         | 94         | 15         |
| Fuente: Catholic-Hierarchy, que a su vez toma los datos del Anuario Pontificio. |                      |           |                |            |               |               |                          |                      |            |            |            |

## Episcopologio
- Bonaventure Nahimana (17 de enero de 2009-19 de febrero de 2022 nombrado obispo de Guitega)
  - Bonaventure Nahimana, desde el 19 de febrero de 2022 (administrador apostólico)